# Humanisme
|  | No s'ha de confondre amb Humanitarisme. |

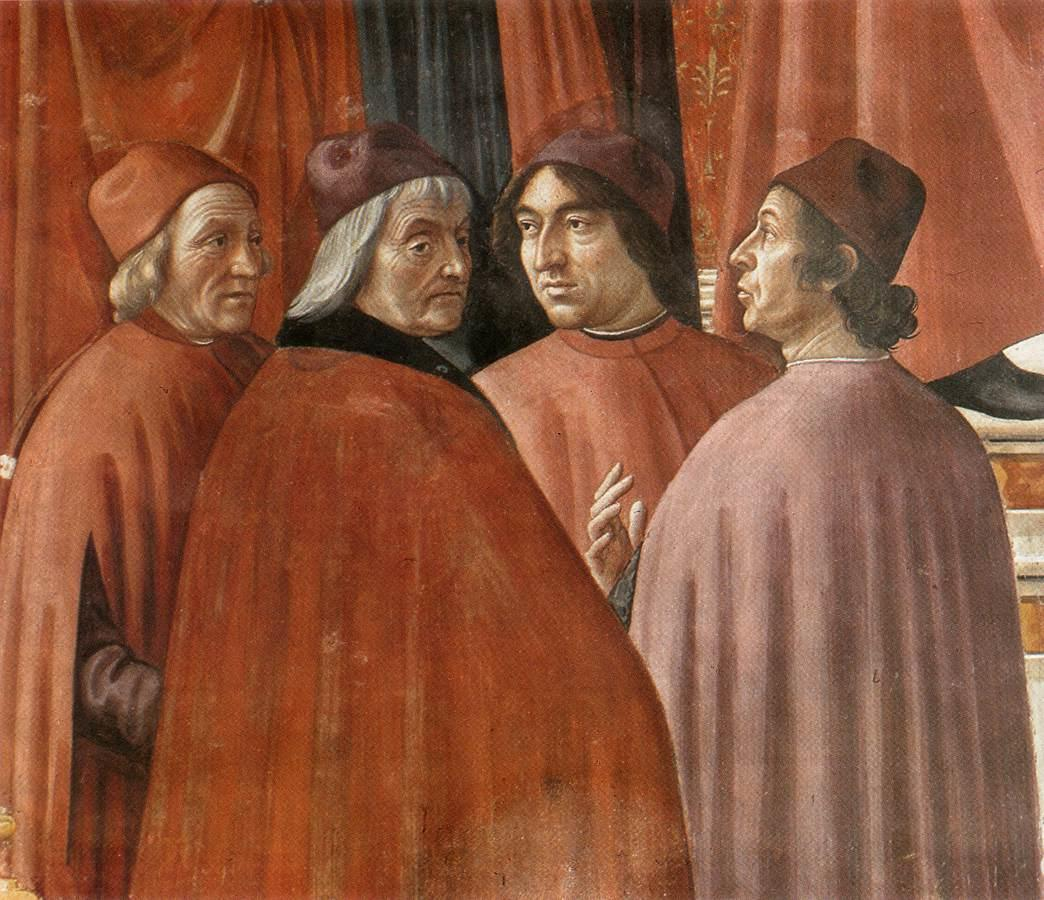
Quatre filòsofs humanistes pensionats pels Médici: Marsilio Ficino, Cristoforo Landino, Angelo Poliziano i Demetrio Calcocondilas (fresc de Domenico Ghirlandaio).

L'humanisme és un moviment de renovació cultural que va sorgir a Itàlia, al segle xiv, i que va ser expandit per Europa durant els segles xv i xvi.
Una de les concrecions de l'humanisme va ser el moviment europeu de retorn a l'estudi i valoració dels clàssics grecollatins, que es va desenvolupar a partir del segle xvi, el vessant cultural del qual va ser el Renaixement. L'erasmisme n'és un dels exponents més emblemàtics.

## La filosofia de l'humanisme
- El filòsof grec Protàgores va mantenir una postura d'agnosticisme (qüestionant la possibilitat de coneixement de déu o no), que és reivindicada habitualment per l'humanisme, tot i que altres branques d'aquest moviment es declaren formalment atees (com l'existencialisme) i, fins i tot, existeix l'anomenat humanisme cristià.
- Al corrent del laïcisme, en la seva defensa de la independència de l'ésser humà i la societat de tota influència religiosa, també hi ha participat l'humanisme.
- Sòcrates va centrar en l'ésser humà, especialment en l'aspecte ètic, la reflexió filosòfica, i la majoria dels altres filòsofs se'n van ocupar.
- La filosofia de l'humanisme té com a objecte l'ésser humà, no sols com a ens natural, sinó també en el seu ésser essencial i, en conseqüència, intenta fer de pont entre les ciències positives i la metafísica.
- Ludwig Feuerbach (1804-1872), amb la seva crítica de la religió (que Karl Marx considerava definitiva), reclamava que l'antropologia substituís la teologia.
- L'ésser humà, segons l'humanisme, té un lloc especial en el cosmos gràcies a les característiques humanes d'obertura al món, llibertat de comportament, poder de transcendir l'immediat i el seu caràcter d'esperit.
- L'aportació de l'estructuralisme replanteja les qüestions de llibertat, subjecte, història, cultura, societat, i les més recents sobre el sentit de l'ésser humà.

## Expansió de l'humanisme
La impremta hi va tenir un paper molt important; gràcies a aquesta, l'humanisme es va poder expandir molt més ràpidament, a partir del 1450.
A més, les acadèmies i les universitats també van tenir un paper clau en la seva expansió, i se centraren en la llengua, la filosofia i la literatura. Estaven formades per erudits que, sota la protecció econòmica (mecenatge) d'un senyor, es dedicaven a la traducció de manuscrits antics i a l'intercanvi de coneixements i idees.

## La Reforma religiosa
Al final de l'edat mitjana, hi havia un cert malestar en àmplies capes de la societat pel rumb que havia pres l'Església:
- Luxe exagerat amb què s'envoltava l'alta jerarquia eclesiàstica.
- Escassa cultura i relaxament de costums del clergat.
- Compravenda de càrrecs eclesiàstics per a benefici propi.
- Venda de butlles i indulgències per a obtenir el perdó de Déu.

Alguns humanistes, com Erasme de Rotterdam, van criticar-ho i van defensar una religiositat més íntima basada en la lectura de la Bíblia. Això va suposar la divisió de l'Església el 1515.

### La ruptura de Martí Luter

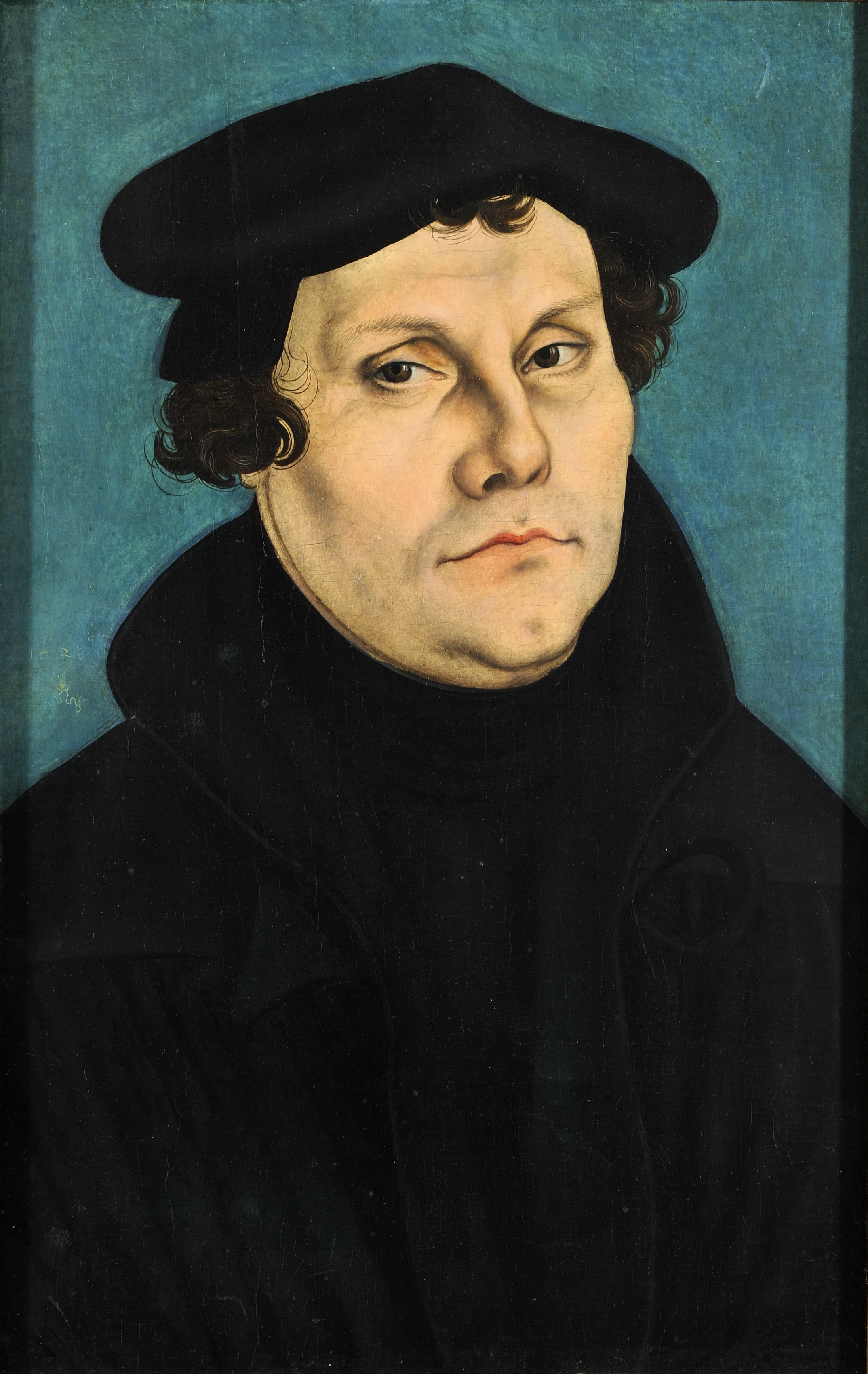
Martí Luter

Martí Luter va ser un sacerdot alemany de l'orde dels agustins que, en un viatge que va fer a Roma l'any 1510, va poder observar la decadència moral en què vivia l'Església i, per tant, va iniciar les seves crítiques a l'Església i la forma de vida de la jerarquia eclesiàstica. Va començar amb la publicació de les 95 tesis contra la doctrina de l'Església catòlica i la jerarquia eclesiàstica. Luter va rebre el suport dels prínceps i dels nobles alemanys, que volien fer seves les propietats de l'Església i reforçar la seva autoritat davant de l'emperador Carles V i davant del papa de Roma. La Reforma luterana fomenta:
- La salvació per la fe
- El sacerdoci universal
- L'autoritat de la Bíblia

La seva doctrina es va difondre ràpidament per Alemanya, Noruega, Suècia, Suïssa, Anglaterra, Dinamarca i els Països Baixos. Juntament amb el luteranisme, van sorgir altres religions protestants.

### Calvinisme
El va propagar per Suïssa Joan Calví. És encara més radical que el luteranisme. La salvació només s'aconsegueix per mitjà de la predestinació (Déu destina a algunes persones a la salvació i a altres a la condemnació, aquesta afirmació negava la llibertat humana). Tenen 2 sagraments: el baptisme i la comunió. No creuen ni en la Mare de Déu ni en els sants. La missa és reemplaçada per la lectura de la Bíblia, els sermons i els cants. Les cerimònies religioses són molt senzilles. Els fidels són guiats per un pastor, i aquest pot estar casat. No hi ha obediència al papa. No hi ha bisbes ni cardenals, negaven la jerarquia episcopal, el cap de l'Església era el monarca, ja que no reconeixien l'autoritat del papa.

### Anglicanisme
Creat per Enric VIII quan el papa Climent VII es va negar a concedir-li l'anul·lació del matrimoni amb Caterina d'Aragó. Per mitjà de l'Acta de supremacia, es va autoproclamar cap suprem de l'Església anglicana. La salvació s'obté per mitjà de la fe. Hi ha dos sagraments: baptisme i comunió. No es creu en la Mare de Déu ni els sants. La missa és reemplaçada per la lectura de la Bíblia, els sermons i els cants. Mantenen la fastuositat en les celebracions. Els temples no tenen ni altar ni imatges. Els fidels són guiats per un pastor, que pot ser casat. El rei/reina és la màxima autoritat religiosa. Es mantenen els bisbes.

## L'humanisme a la corona d'Aragó
L'humanisme en la Corona d'Aragó sorgeix d'un període original i creatiu, tot i que erudits estrangers afirmaven que les novetats de finals del segle xiv eren pura imitació d'Itàlia i França. Es poden distingir diferents trets, però, indicatius de la penetració de les noves idees humanistes: els fets del 1380, amb la donació de la biblioteca reial per part de Pere el Cerimoniós al Reial Monestir de Santa Maria de Poblet (acompanyada d'una lletra en què el rei subratlla la importància de l'historiador sobre el protagonista dels fets narrats), i l'elogi que el mateix rei fa de l'Acròpolis d'Atenes; i els documents del 1450, que incideixen en els contactes amb Grècia i l'existència de determinats traductors de clàssics a la llengua vulgar, entre els quals destaca Bernat Metge, que traduí clàssics com De Vetula d'Ovidi, o Jaume Conesa, que ja el 1367 tradueix les Històries troianes de Guido delle Colonne.
Aquest corrent clàssic va fer que al segle xv es modifiqués la literatura catalana vulgar, "donant ràpida perfecció a la prosa en mans d'Antoni Canals i Bernat Metge".
Però, no va ser fins a partir dels anys 20 que es comença a tenir consciència d'un període humanístic a la Corona d'Aragó, i els historiadors comencen a utilitzar l'expressió "humanisme català". Qui popularitzà aquesta periodització històrica fou principalment l'historiador i intel·lectual català Antoni Rubió i Lluch, amb la presentació del treball Joan I, humanista i el primer període de l'humanisme català, i l'exaltació dels textos de l'escriptor i notari Bernat Metge, sobretot amb la seva obra Lo somni. Rubió i Lluch llistava els grans temes de l'humanisme català: la personalitat de Jaume I, l'hel·lenisme absolutament únic a Europa del rei, el classicisme llatí de la cort de Joan I, o la mateixa presentació del rei com a humanista en l'esmentat Lo somni.
De la mateixa manera, Rubió i Lluch també proposava la següent periodització de l'humanisme català: 1378-1416 (de Joan I a Ferran d'Antequera), 1416-1458 (regnat d'Alfons el Magnànim) i 1458-1518 (de Joan el Sense Fe a Ferran el Catòlic).

### Exemples
- Ferran Valentí (?-1476): format a Itàlia, mantingué contactes amb humanistes com Antonio Beccadelli. Versionà la Paradoxa de Ciceró i hi introduí un pròleg que, segons Martí de Riquer, ve a ser "el més esquemàtic precedent que posseïm d'un assaig d'història de la nostra literatura, comparable al Prohemio del Marquès de Santillana".
- Jeroni Pau (m. 1497): el primer hel·lenista català i, segons Menéndez y Pelayo, el primer de la península. Autor d'epígrafs llatins escrits amb un estil acurat i preciosista i diverses obres de caràcter històric i erudit escrites en llengua clàssica.
- Joan Margarit i Pau (Girona, 1422 - Roma, 1484): educat a Bolonya, l'obra més important del qual és Paralipomenon Hispaniae, una crítica dels historiadors precedents, que es remunta fins a l'època d'August.
- Bernat Metge (1340/1346-1413): el primer de la península que assimila el vessant humanista de Petrarca i Boccaccio. Traductor del Griseldis de Petrarca. El 1395, redacta (i no acaba) l'Apologia, un peça que recrea un diàleg filosòfic a la manera de Ciceró i Petrarca, però no en llatí, en vulgar. La seva obra més coneguda és Lo somni, una defensa dirigida al nou rei, Martí I l'Humà (germà de difunt rei Joan I), contra els càrrecs que l'acusaven d'haver intervingut en la mort de l'antic rei, de malversació, d'abús de poder, i d'apropiació indeguda de fons públics.[7]

## A la vida pública

### En política
El segell distintiu de l'humanisme contemporani en política és la demanda de laïcisme. El filòsof Alan Haworth va dir que el laïcisme ofereix un tracte just a tots els ciutadans d'un estat nació, ja que tots són tractats sense discriminació; La religió és una qüestió privada i l'estat no hauria de tenir cap poder sobre això. També defensa que el laïcisme ajuda a la pluralitat i la diversitat, que són aspectes fonamentals del nostre món modern. Tot i que la barbàrie i la violència es poden trobar a la majoria de civilitzacions, Haworth assenyala que la religió normalment alimenta la retòrica i permet aquestes accions. També va dir que els valors del treball dur, l'honestedat i la caritat es troben en altres civilitzacions. Segons Haworth, l'humanisme s'oposa a la irracionalitat del nacionalisme i el totalitarisme, tant si aquests formen part del feixisme com del comunisme marxista-leninista.
Segons el professor Joseph O. Baker, en teoria política, l'humanisme contemporani està format per dues tendències principals; el primer és individualista i el segon s'inclina cap al col·lectivisme. La trajectòria de cada tendència pot conduir al libertarisme i al socialisme respectivament, però existeix un ventall de combinacions. Els humanistes individualistes sovint tenen una perspectiva filosòfica de l'humanisme; en la política, aquests s'inclinen pel llibertarisme i en l'ètica tendeixen a seguir un enfocament científic. Els col·lectivistes tenen una visió més aplicada de l'humanisme, s'inclinen cap al socialisme i tenen un enfocament humanitari de l'ètica. El segon grup té connexions amb el pensament del jove Marx, especialment les seves opinions antropològiques que rebutgen les seves pràctiques polítiques. Un factor que repel·leix a molts humanistes des de la visió llibertària són les conseqüències neoliberals o capitalistes que consideren que comporta.
L'humanisme ha format part dels dos principals corrents ideològics del segle XX: el liberalisme i el marxisme. El socialisme de principis del segle XIX estava relacionat amb l'humanisme. Al segle xx, una interpretació humanista del marxisme es va centrar en els primers escrits de Marx, considerant el marxisme no com un "socialisme científic", sinó com una crítica filosòfica destinada a la superació de la "l'alienació" . Als EUA, el liberalisme s'associa principalment amb principis humanistes, que és diferent de l'ús europeu de la mateixa paraula, que té connotacions econòmiques. A l'era posterior al 1945, Jean-Paul Sartre i altres existencialistes francesos van defensar l'humanisme, vinculant-lo al socialisme mentre intentaven mantenir-se neutrals durant la Guerra Freda.

### En psicologia i assessorament
L'assessorament humanista és una psicologia aplicada inspirada en l'humanisme, que és un corrent important d'assessorament. Hi ha diversos enfocaments com ara la discussió i el pensament crític, que responen a l'ansietat existencial i se centren en les dimensions socials i polítiques dels problemes. L'assessorament humanista se centra en respectar la visió del món del client i situar-la en el context cultural correcte. L'enfocament posa l'accent en l'impuls inherent d'un individu cap a l'autorealització i la creativitat. També reconeix la importància de les preguntes morals sobre les interaccions d'un amb les persones segons la visió del món. Això s'examina mitjançant un procés de diàleg. L'assessorament humanista es va originar als Països Baixos després de la Segona Guerra Mundial.
L'assessorament humanístic es basa en els treballs dels psicòlegs Carl Rogers i Abraham Maslow. Va introduir una psicologia positiva i humanista en resposta al que Rogers i Maslow van veure com la visió massa pessimista de la psicoanàlisi a principis dels anys seixanta. Altres fonts inclouen les filosofies de l'existencialisme i la fenomenologia.
Algunes organitzacions d'assessorament modernes tenen orígens humanistes, com l'Associació Britànica per a Assessorament i Psicoteràpia, que va ser fundada per Harold Blackham, que va desenvolupar juntament amb el Servei d'Assessorament Humanista de la British Humanist Association. La cura pastoral humanista moderna al Regne Unit i als Països Baixos es basa en elements de la psicologia humanista.

## Grans pensadors de l'humanisme
Edat antiga
- Ciceró (106 aC - 43 aC)

Edat mitjana
- Dante Alighieri (1265-1321)
- Francesco Petrarca (1304-1374)
- Giovanni Boccaccio (1313-1375)
- Francesc Eiximenis (c. 1330-1409)[23]
- Bernat Metge (c. 1340-1413)[24]
- Leonardo Bruni (1374-1444)
- Poggio Bracciolini (1380-1459)
- Leon Battista Alberti (1404-1472)
- Lorenzo Valla (1407-1457)
- Jeroni Pau (1458-1497)

Renaixement
- Lorenzo Valla (1406-1457)
- Marsilio Ficino (1433-1499)
- Pico della Mirandola (1463-1494)
- Guillaume Budé (1467-1540)
- Erasme de Rotterdam (1469-1536)
- Thomas More (1478-1535)
- François Rabelais (1490-1553)
- Joan Boscà i Almogàver (c. 1490-1542)
- Joan Lluís Vives i March (1493-1540)
- Pierre de la Ramée (1515-1572)
- Michel de Montaigne (1533-1592)